# Medalhistas olímpicos da natação (masculino)
Esta é uma lista com os medalhistas olímpicos na natação masculina. Em Tóquio 2020 foi introduzida uma prova mista, disputada por homens e mulheres, também incluída.

## Eventos atuais

### 50 metros livre
| Evento                    | Ouro                                                              | Prata                            | Bronze                                      | Ref   |
| ------------------------- | ----------------------------------------------------------------- | -------------------------------- | ------------------------------------------- | ----- |
| Seul 1988 (detalhes)      | Matt Biondi USA Estados Unidos                                    | Tom Jager USA Estados Unidos     | Gennadiy Prigoda URS União Soviética        | [ 1 ] |
| Barcelona 1992 (detalhes) | Alexander Popov EUN Equipa Unificada                              | Matt Biondi USA Estados Unidos   | Tom Jager USA Estados Unidos                | [ 2 ] |
| Atlanta 1996 (detalhes)   | Alexander Popov RUS Rússia                                        | Gary Hall Jr. USA Estados Unidos | Fernando Scherer BRA Brasil                 | [ 3 ] |
| Sydney 2000 (detalhes)    | Anthony Ervin USA Estados Unidos Gary Hall Jr. USA Estados Unidos | nenhum                           | Pieter van den Hoogenband NED Países Baixos | [ 4 ] |
| Atenas 2004 (detalhes)    | Gary Hall Jr. USA Estados Unidos                                  | Duje Draganja CRO Croácia        | Roland Mark Schoeman RSA África do Sul      | [ 5 ] |
| Pequim 2008 (detalhes)    | César Cielo BRA Brasil                                            | Amaury Leveaux FRA França        | Alain Bernard FRA França                    | [ 6 ] |
| Londres 2012 (detalhes)   | Florent Manaudou FRA França                                       | Cullen Jones USA Estados Unidos  | César Cielo BRA Brasil                      | [ 7 ] |
| Rio 2016 (detalhes)       | Anthony Ervin USA Estados Unidos                                  | Florent Manaudou FRA França      | Nathan Adrian USA Estados Unidos            |       |
| Tóquio 2020 (detalhes)    | Caeleb Dressel USA Estados Unidos                                 | Florent Manaudou FRA França      | Bruno Fratus BRA Brasil                     | [ 8 ] |
| Paris 2024 (detalhes)     | Cameron McEvoy AUS Austrália                                      | Benjamin Proud GBR Grã-Bretanha  | Florent Manaudou FRA França                 | [ 9 ] |

### 100 metros livre
| Evento                           | Ouro                                        | Prata                                  | Bronze                                                | Ref    |
| -------------------------------- | ------------------------------------------- | -------------------------------------- | ----------------------------------------------------- | ------ |
| Atenas 1896 (detalhes)           | Alfréd Hajós HUN Hungria                    | Otto Herschmann AUT Áustria            | nenhum                                                | [ 10 ] |
| Londres 1908 (detalhes)          | Charles Daniels USA Estados Unidos          | Zoltán Halmay HUN Hungria              | Harald Julin SWE Suécia                               | [ 11 ] |
| Estocolmo 1912 (detalhes)        | Duke Kahanamoku USA Estados Unidos          | Cecil Healy ANZ Australásia            | Kenneth Huszagh USA Estados Unidos                    | [ 12 ] |
| Antuérpia 1920 (detalhes)        | Duke Kahanamoku USA Estados Unidos          | Pua Kealoha USA Estados Unidos         | William Harris USA Estados Unidos                     | [ 13 ] |
| Paris 1924 (detalhes)            | Johnny Weissmuller USA Estados Unidos       | Duke Kahanamoku USA Estados Unidos     | Samuel Kahanamoku USA Estados Unidos                  | [ 14 ] |
| Amsterdã 1928 (detalhes)         | Johnny Weissmuller USA Estados Unidos       | István Bárány HUN Hungria              | Katsuo Takaishi JPN Japão                             | [ 15 ] |
| Los Angeles 1932 (detalhes)      | Yasuji Miyazaki JPN Japão                   | Tatsugo Kawaishi JPN Japão             | Albert Schwartz USA Estados Unidos                    | [ 16 ] |
| Berlim 1936 (detalhes)           | Ferenc Csik HUN Hungria                     | Masanori Yusa JPN Japão                | Shigeo Arai JPN Japão                                 | [ 17 ] |
| Londres 1948 (detalhes)          | Walter Ris USA Estados Unidos               | Alan Ford USA Estados Unidos           | Géza Kádas HUN Hungria                                | [ 18 ] |
| Helsinque 1952 (detalhes)        | Clarke Scholes USA Estados Unidos           | Hiroshi Suzuki JPN Japão               | Göran Larsson SWE Suécia                              | [ 19 ] |
| Melbourne 1956 (detalhes)        | Jon Henricks AUS Austrália                  | John Devitt AUS Austrália              | Gary Chapman AUS Austrália                            | [ 20 ] |
| Roma 1960 (detalhes)             | John Devitt AUS Austrália                   | Lance Larson USA Estados Unidos        | Manuel dos Santos BRA Brasil                          | [ 21 ] |
| Tóquio 1964 (detalhes)           | Don Schollander USA Estados Unidos          | Robert McGregor GBR Grã-Bretanha       | Hans-Joachim Klein EUA Equipe Alemã Unida             | [ 22 ] |
| Cidade do México 1968 (detalhes) | Michael Wenden AUS Austrália                | Kenneth Walsh USA Estados Unidos       | Mark Spitz USA Estados Unidos                         | [ 23 ] |
| Munique 1972 (detalhes)          | Mark Spitz USA Estados Unidos               | Jerry Heidenreich USA Estados Unidos   | Vladimir Bure URS União Soviética                     | [ 24 ] |
| Montreal 1976 (detalhes)         | Jim Montgomery USA Estados Unidos           | Jack Babashoff USA Estados Unidos      | Peter Nocke FRG Alemanha Ocidental                    | [ 25 ] |
| Moscou 1980 (detalhes)           | Jörg Woithe GDR Alemanha Oriental           | Per Holmertz SWE Suécia                | Per Johansson SWE Suécia                              | [ 26 ] |
| Los Angeles 1984 (detalhes)      | Rowdy Gaines USA Estados Unidos             | Mark Stockwell AUS Austrália           | Per Johansson SWE Suécia                              | [ 27 ] |
| Seul 1988 (detalhes)             | Matt Biondi USA Estados Unidos              | Chris Jacobs USA Estados Unidos        | Stéphan Caron FRA França                              | [ 28 ] |
| Barcelona 1992 (detalhes)        | Alexander Popov EUN Equipa Unificada        | Gustavo Borges BRA Brasil              | Stéphan Caron FRA França                              | [ 29 ] |
| Atlanta 1996 (detalhes)          | Alexander Popov RUS Rússia                  | Gary Hall Jr. USA Estados Unidos       | Gustavo Borges BRA Brasil                             | [ 30 ] |
| Sydney 2000 (detalhes)           | Pieter van den Hoogenband NED Países Baixos | Alexander Popov RUS Rússia             | Gary Hall Jr. USA Estados Unidos                      | [ 31 ] |
| Atenas 2004 (detalhes)           | Pieter van den Hoogenband NED Países Baixos | Roland Mark Schoeman RSA África do Sul | Ian Thorpe AUS Austrália                              | [ 32 ] |
| Pequim 2008 (detalhes)           | Alain Bernard FRA França                    | Eamon Sullivan AUS Austrália           | César Cielo BRA Brasil Jason Lezak USA Estados Unidos | [ 33 ] |
| Londres 2012 (detalhes)          | Nathan Adrian USA Estados Unidos            | James Magnussen AUS Austrália          | Brent Hayden CAN Canadá                               | [ 34 ] |
| Rio 2016 (detalhes)              | Kyle Chalmers AUS Austrália                 | Pieter Timmers BEL Bélgica             | Nathan Adrian USA Estados Unidos                      |        |
| Tóquio 2020 (detalhes)           | Caeleb Dressel USA Estados Unidos           | Kyle Chalmers AUS Austrália            | Kliment Kolesnikov ROC                                | [ 8 ]  |
| Paris 2024 (detalhes)            | Pan Zhanle CHN China                        | Kyle Chalmers AUS Austrália            | David Popovici ROU Romênia                            | [ 9 ]  |

### 200 metros livre
| Evento                           | Ouro                                        | Prata                                              | Bronze                                | Ref    |
| -------------------------------- | ------------------------------------------- | -------------------------------------------------- | ------------------------------------- | ------ |
| Paris 1900 (detalhes)            | Frederick Lane AUS Austrália                | Zoltán Halmay HUN Hungria                          | Karl Ruberl AUT Áustria               | [ 35 ] |
| Cidade do México 1968 (detalhes) | Michael Wenden AUS Austrália                | Don Schollander USA Estados Unidos                 | John Nelson USA Estados Unidos        | [ 36 ] |
| Munique 1972 (detalhes)          | Mark Spitz USA Estados Unidos               | Steve Genter USA Estados Unidos                    | Werner Lampe FRG Alemanha Ocidental   | [ 24 ] |
| Montreal 1976 (detalhes)         | Bruce Furniss USA Estados Unidos            | John Naber USA Estados Unidos                      | Jim Montgomery USA Estados Unidos     | [ 37 ] |
| Moscou 1980 (detalhes)           | Sergey Kopliakov URS União Soviética        | Andrey Krylov URS União Soviética                  | Graeme Brewer AUS Austrália           | [ 38 ] |
| Los Angeles 1984 (detalhes)      | Michael Groß FRG Alemanha Ocidental         | Michael Heath USA Estados Unidos                   | Thomas Fahrner FRG Alemanha Ocidental | [ 39 ] |
| Seul 1988 (detalhes)             | Duncan Armstrong AUS Austrália              | Anders Holmertz SWE Suécia                         | Matt Biondi USA Estados Unidos        | [ 40 ] |
| Barcelona 1992 (detalhes)        | Yevgeny Sadovyi EUN Equipa Unificada        | Anders Holmertz SWE Suécia                         | Antti Kasvio FIN Finlândia            | [ 41 ] |
| Atlanta 1996 (detalhes)          | Danyon Loader NZL Nova Zelândia             | Gustavo Borges BRA Brasil                          | Daniel Kowalski AUS Austrália         | [ 42 ] |
| Sydney 2000 (detalhes)           | Pieter van den Hoogenband NED Países Baixos | Ian Thorpe AUS Austrália                           | Massimiliano Rosolino ITA Itália      | [ 43 ] |
| Atenas 2004 (detalhes)           | Ian Thorpe AUS Austrália                    | Pieter van den Hoogenband NED Países Baixos        | Michael Phelps USA Estados Unidos     | [ 44 ] |
| Pequim 2008 (detalhes)           | Michael Phelps USA Estados Unidos           | Park Tae-hwan KOR Coreia do Sul                    | Peter Vanderkaay USA Estados Unidos   | [ 45 ] |
| Londres 2012 (detalhes)          | Yannick Agnel FRA França                    | Sun Yang CHN China Park Tae-hwan KOR Coreia do Sul | nenhum                                | [ 46 ] |
| Rio 2016 (detalhes)              | Sun Yang CHN China                          | Chad le Clos RSA África do Sul                     | Conor Dwyer USA Estados Unidos        |        |
| Tóquio 2020 (detalhes)           | Thomas Dean GBR Grã-Bretanha                | Duncan Scott GBR Grã-Bretanha                      | Fernando Scheffer BRA Brasil          | [ 8 ]  |
| Paris 2024 (detalhes)            | David Popovici ROU Romênia                  | Matthew Richards GBR Grã-Bretanha                  | Luke Hobson USA Estados Unidos        | [ 9 ]  |

### 400 metros livre
| Evento                           | Ouro                                  | Prata                                | Bronze                                | Ref    |
| -------------------------------- | ------------------------------------- | ------------------------------------ | ------------------------------------- | ------ |
| Londres 1908 (detalhes)          | Henry Taylor GBR Grã-Bretanha         | Frank Beaurepaire ANZ Australásia    | Otto Scheff AUT Áustria               | [ 47 ] |
| Estocolmo 1912 (detalhes)        | George Hodgson CAN Canadá             | Jack Hatfield GBR Grã-Bretanha       | Harold Hardwick ANZ Australásia       | [ 48 ] |
| Antuérpia 1920 (detalhes)        | Norman Ross USA Estados Unidos        | Ludy Langer USA Estados Unidos       | George Vernot CAN Canadá              | [ 49 ] |
| Paris 1924 (detalhes)            | Johnny Weissmuller USA Estados Unidos | Arne Borg SWE Suécia                 | Andrew Charlton AUS Austrália         | [ 50 ] |
| Amsterdã 1928 (detalhes)         | Alberto Zorrilla ARG Argentina        | Andrew Charlton AUS Austrália        | Arne Borg SWE Suécia                  | [ 51 ] |
| Los Angeles 1932 (detalhes)      | Buster Crabbe USA Estados Unidos      | Jean Taris FRA França                | Tsutomu Ōyokota JPN Japão             | [ 52 ] |
| Berlim 1936 (detalhes)           | Jack Medica USA Estados Unidos        | Shunpei Uto JPN Japão                | Shozo Makino JPN Japão                | [ 53 ] |
| Londres 1948 (detalhes)          | William Smith USA Estados Unidos      | James McLane USA Estados Unidos      | John Marshall AUS Austrália           | [ 54 ] |
| Helsinque 1952 (detalhes)        | Jean Boiteux FRA França               | Ford Konno USA Estados Unidos        | Per-Olof Östrand SWE Suécia           | [ 55 ] |
| Melbourne 1956 (detalhes)        | Murray Rose AUS Austrália             | Tsuyoshi Yamanaka JPN Japão          | George Breen USA Estados Unidos       | [ 56 ] |
| Roma 1960 (detalhes)             | Murray Rose AUS Austrália             | Tsuyoshi Yamanaka JPN Japão          | John Konrads AUS Austrália            | [ 57 ] |
| Tóquio 1964 (detalhes)           | Don Schollander USA Estados Unidos    | Frank Wiegand EUA Equipe Alemã Unida | Allan Wood AUS Austrália              | [ 58 ] |
| Cidade do México 1968 (detalhes) | Mike Burton USA Estados Unidos        | Ralph Hutton CAN Canadá              | Alain Mosconi FRA França              | [ 59 ] |
| Munique 1972 (detalhes)          | Brad Cooper AUS Austrália             | Steve Genter USA Estados Unidos      | Tom McBreen USA Estados Unidos        | [ 24 ] |
| Montreal 1976 (detalhes)         | Brian Goodell USA Estados Unidos      | Tim Shaw USA Estados Unidos          | Vladimir Raskatov URS União Soviética | [ 60 ] |
| Moscou 1980 (detalhes)           | Vladimir Salnikov URS União Soviética | Andrey Krylov URS União Soviética    | Ivar Stukolkin URS União Soviética    | [ 61 ] |
| Los Angeles 1984 (detalhes)      | George DiCarlo USA Estados Unidos     | John Mykkanen USA Estados Unidos     | Justin Lemberg AUS Austrália          | [ 62 ] |
| Seul 1988 (detalhes)             | Uwe Dassler GDR Alemanha Oriental     | Duncan Armstrong AUS Austrália       | Artur Wojdat POL Polônia              | [ 63 ] |
| Barcelona 1992 (detalhes)        | Yevgeny Sadovyi EUN Equipa Unificada  | Kieren Perkins AUS Austrália         | Anders Holmertz SWE Suécia            | [ 64 ] |
| Atlanta 1996 (detalhes)          | Danyon Loader NZL Nova Zelândia       | Paul Palmer GBR Grã-Bretanha         | Daniel Kowalski AUS Austrália         | [ 65 ] |
| Sydney 2000 (detalhes)           | Ian Thorpe AUS Austrália              | Massimiliano Rosolino ITA Itália     | Klete Keller USA Estados Unidos       | [ 66 ] |
| Atenas 2004 (detalhes)           | Ian Thorpe AUS Austrália              | Grant Hackett AUS Austrália          | Klete Keller USA Estados Unidos       | [ 67 ] |
| Pequim 2008 (detalhes)           | Park Tae-hwan KOR Coreia do Sul       | Zhang Lin CHN China                  | Larsen Jensen USA Estados Unidos      | [ 68 ] |
| Londres 2012 (detalhes)          | Sun Yang CHN China                    | Park Tae-hwan KOR Coreia do Sul      | Peter Vanderkaay USA Estados Unidos   | [ 69 ] |
| Rio 2016 (detalhes)              | Mack Horton AUS Austrália             | Sun Yang CHN China                   | Gabriele Detti ITA Itália             |        |
| Tóquio 2020 (detalhes)           | Ahmed Hafnaoui TUN Tunísia            | Jack McLoughlin AUS Austrália        | Kieran Smith USA Estados Unidos       | [ 8 ]  |
| Paris 2024 (detalhes)            | Lukas Märtens GER Alemanha            | Elijah Winnington AUS Austrália      | Kim Woo-min KOR Coreia do Sul         | [ 9 ]  |

### 800 metros livre
| Evento                 | Ouro                           | Prata                           | Bronze                          | Ref   |
| ---------------------- | ------------------------------ | ------------------------------- | ------------------------------- | ----- |
| Tóquio 2020 (detalhes) | Bobby Finke USA Estados Unidos | Gregorio Paltrinieri ITA Itália | Mykhailo Romanchuk UKR Ucrânia  | [ 8 ] |
| Paris 2024 (detalhes)  | Daniel Wiffen IRL Irlanda      | Bobby Finke USA Estados Unidos  | Gregorio Paltrinieri ITA Itália | [ 9 ] |

### 1500 metros livre
| Evento                           | Ouro                                  | Prata                                  | Bronze                                 | Ref    |
| -------------------------------- | ------------------------------------- | -------------------------------------- | -------------------------------------- | ------ |
| Londres 1908 (detalhes)          | Henry Taylor GBR Grã-Bretanha         | Thomas Battersby GBR Grã-Bretanha      | Frank Beaurepaire ANZ Australásia      | [ 70 ] |
| Estocolmo 1912 (detalhes)        | George Hodgson CAN Canadá             | Jack Hatfield GBR Grã-Bretanha         | Harold Hardwick ANZ Australásia        | [ 71 ] |
| Antuérpia 1920 (detalhes)        | Norman Ross USA Estados Unidos        | George Vernot CAN Canadá               | Frank Beaurepaire AUS Austrália        | [ 72 ] |
| Paris 1924 (detalhes)            | Andrew Charlton AUS Austrália         | Arne Borg SWE Suécia                   | Frank Beaurepaire AUS Austrália        | [ 73 ] |
| Amsterdã 1928 (detalhes)         | Arne Borg SWE Suécia                  | Andrew Charlton AUS Austrália          | Buster Crabbe USA Estados Unidos       | [ 74 ] |
| Los Angeles 1932 (detalhes)      | Kusuo Kitamura JPN Japão              | Shozo Makino JPN Japão                 | James Cristy USA Estados Unidos        | [ 75 ] |
| Berlim 1936 (detalhes)           | Noboru Terada JPN Japão               | Jack Medica USA Estados Unidos         | Shunpei Uto JPN Japão                  | [ 76 ] |
| Londres 1948 (detalhes)          | James McLane USA Estados Unidos       | John Marshall AUS Austrália            | György Mitró HUN Hungria               | [ 77 ] |
| Helsinque 1952 (detalhes)        | Ford Konno USA Estados Unidos         | Shiro Hashizume JPN Japão              | Tetsuo Okamoto BRA Brasil              | [ 78 ] |
| Melbourne 1956 (detalhes)        | Murray Rose AUS Austrália             | Tsuyoshi Yamanaka JPN Japão            | George Breen USA Estados Unidos        | [ 79 ] |
| Roma 1960 (detalhes)             | John Konrads AUS Austrália            | Murray Rose AUS Austrália              | George Breen USA Estados Unidos        | [ 80 ] |
| Tóquio 1964 (detalhes)           | Bob Windle AUS Austrália              | John Nelson USA Estados Unidos         | Allan Wood AUS Austrália               | [ 81 ] |
| Cidade do México 1968 (detalhes) | Mike Burton USA Estados Unidos        | John Kinsella USA Estados Unidos       | Greg Brough AUS Austrália              | [ 82 ] |
| Munique 1972 (detalhes)          | Mike Burton USA Estados Unidos        | Graham Windeatt AUS Austrália          | Douglas Northway USA Estados Unidos    | [ 24 ] |
| Montreal 1976 (detalhes)         | Brian Goodell USA Estados Unidos      | Bobby Hackett USA Estados Unidos       | Stephen Holland AUS Austrália          | [ 83 ] |
| Moscou 1980 (detalhes)           | Vladimir Salnikov URS União Soviética | Aleksandr Chayev URS União Soviética   | Max Metzker AUS Austrália              | [ 84 ] |
| Los Angeles 1984 (detalhes)      | Michael O'Brien USA Estados Unidos    | George DiCarlo USA Estados Unidos      | Stefan Pfeiffer FRG Alemanha Ocidental | [ 85 ] |
| Seul 1988 (detalhes)             | Vladimir Salnikov URS União Soviética | Stefan Pfeiffer FRG Alemanha Ocidental | Uwe Dassler GDR Alemanha Oriental      | [ 86 ] |
| Barcelona 1992 (detalhes)        | Kieren Perkins AUS Austrália          | Glen Housman AUS Austrália             | Jörg Hoffmann GER Alemanha             | [ 87 ] |
| Atlanta 1996 (detalhes)          | Kieren Perkins AUS Austrália          | Daniel Kowalski AUS Austrália          | Graeme Smith GBR Grã-Bretanha          | [ 88 ] |
| Sydney 2000 (detalhes)           | Grant Hackett AUS Austrália           | Kieren Perkins AUS Austrália           | Chris Thompson USA Estados Unidos      | [ 89 ] |
| Atenas 2004 (detalhes)           | Grant Hackett AUS Austrália           | Larsen Jensen USA Estados Unidos       | David Davies GBR Grã-Bretanha          | [ 90 ] |
| Pequim 2008 (detalhes)           | Oussama Mellouli TUN Tunísia          | Grant Hackett AUS Austrália            | Ryan Cochrane CAN Canadá               | [ 91 ] |
| Londres 2012 (detalhes)          | Sun Yang CHN China                    | Ryan Cochrane CAN Canadá               | Oussama Mellouli TUN Tunísia           | [ 92 ] |
| Rio 2016 (detalhes)              | Gregorio Paltrinieri ITA Itália       | Connor Jaeger USA Estados Unidos       | Gabriele Detti ITA Itália              |        |
| Tóquio 2020 (detalhes)           | Bobby Finke USA Estados Unidos        | Mykhailo Romanchuk UKR Ucrânia         | Florian Wellbrock GER Alemanha         | [ 8 ]  |
| Paris 2024 (detalhes)            | Bobby Finke USA Estados Unidos        | Gregorio Paltrinieri ITA Itália        | Daniel Wiffen IRL Irlanda              | [ 9 ]  |

### 100 metros costas
| Evento                           | Ouro                                 | Prata                                  | Bronze                                                     | Ref     |
| -------------------------------- | ------------------------------------ | -------------------------------------- | ---------------------------------------------------------- | ------- |
| Londres 1908 (detalhes)          | Arno Bieberstein GER Alemanha        | Ludvig Dam DEN Dinamarca               | Herbert Haresnape GBR Grã-Bretanha                         | [ 93 ]  |
| Estocolmo 1912 (detalhes)        | Harry Hebner USA Estados Unidos      | Otto Fahr GER Alemanha                 | Paul Kellner GER Alemanha                                  | [ 94 ]  |
| Antuérpia 1920 (detalhes)        | Warren Kealoha USA Estados Unidos    | Raymond Kegeris USA Estados Unidos     | Gérard Blitz BEL Bélgica                                   | [ 95 ]  |
| Paris 1924 (detalhes)            | Warren Kealoha USA Estados Unidos    | Paul Wyatt USA Estados Unidos          | Károly Bartha HUN Hungria                                  | [ 96 ]  |
| Amsterdã 1928 (detalhes)         | George Kojac USA Estados Unidos      | Walter Laufer USA Estados Unidos       | Paul Wyatt USA Estados Unidos                              | [ 97 ]  |
| Los Angeles 1932 (detalhes)      | Masaji Kiyokawa JPN Japão            | Toshio Irie JPN Japão                  | Kentaro Kawatsu JPN Japão                                  | [ 98 ]  |
| Berlim 1936 (detalhes)           | Adolph Kiefer USA Estados Unidos     | Albert van de Weghe USA Estados Unidos | Masaji Kiyokawa JPN Japão                                  | [ 99 ]  |
| Londres 1948 (detalhes)          | Allen Stack USA Estados Unidos       | Robert Cowell USA Estados Unidos       | Georges Vallerey Jr. FRA França                            | [ 100 ] |
| Helsinque 1952 (detalhes)        | Yoshinobu Oyakawa USA Estados Unidos | Gilbert Bozon FRA França               | Jack Taylor USA Estados Unidos                             | [ 101 ] |
| Melbourne 1956 (detalhes)        | David Theile AUS Austrália           | Jon Monckton AUS Austrália             | Frank McKinney USA Estados Unidos                          | [ 102 ] |
| Roma 1960 (detalhes)             | David Theile AUS Austrália           | Frank McKinney USA Estados Unidos      | Robert Bennett USA Estados Unidos                          | [ 103 ] |
| Cidade do México 1968 (detalhes) | Roland Matthes GDR Alemanha Oriental | Charles Hickcox USA Estados Unidos     | Ronnie Mills USA Estados Unidos                            | [ 104 ] |
| Munique 1972 (detalhes)          | Roland Matthes GDR Alemanha Oriental | Mike Stamm USA Estados Unidos          | John Murphy USA Estados Unidos                             | [ 24 ]  |
| Montreal 1976 (detalhes)         | John Naber USA Estados Unidos        | Peter Rocca USA Estados Unidos         | Roland Matthes GDR Alemanha Oriental                       | [ 105 ] |
| Moscou 1980 (detalhes)           | Bengt Baron SWE Suécia               | Viktor Kuznetsov URS União Soviética   | Vladimir Dolgov URS União Soviética                        | [ 106 ] |
| Los Angeles 1984 (detalhes)      | Rick Carey USA Estados Unidos        | Dave Wilson USA Estados Unidos         | Mike West CAN Canadá                                       | [ 107 ] |
| Seul 1988 (detalhes)             | Daichi Suzuki JPN Japão              | David Berkoff USA Estados Unidos       | Igor Polyansky URS União Soviética                         | [ 108 ] |
| Barcelona 1992 (detalhes)        | Mark Tewksbury CAN Canadá            | Jeff Rouse USA Estados Unidos          | David Berkoff USA Estados Unidos                           | [ 109 ] |
| Atlanta 1996 (detalhes)          | Jeff Rouse USA Estados Unidos        | Rodolfo Falcón CUB Cuba                | Neisser Bent CUB Cuba                                      | [ 110 ] |
| Sydney 2000 (detalhes)           | Lenny Krayzelburg USA Estados Unidos | Matt Welsh AUS Austrália               | Stev Theloke GER Alemanha                                  | [ 111 ] |
| Atenas 2004 (detalhes)           | Aaron Peirsol USA Estados Unidos     | Markus Rogan AUT Áustria               | Tomomi Morita JPN Japão                                    | [ 112 ] |
| Pequim 2008 (detalhes)           | Aaron Peirsol USA Estados Unidos     | Matt Grevers USA Estados Unidos        | Arkady Vyatchanin RUS Rússia Hayden Stoeckel AUS Austrália | [ 113 ] |
| Londres 2012 (detalhes)          | Matt Grevers USA Estados Unidos      | Nick Thoman USA Estados Unidos         | Ryosuke Irie JPN Japão                                     | [ 114 ] |
| Rio 2016 (detalhes)              | Ryan Murphy USA Estados Unidos       | Xu Jiayu CHN China                     | David Plummer USA Estados Unidos                           |         |
| Tóquio 2020 (detalhes)           | Evgeny Rylov ROC                     | Kliment Kolesnikov ROC                 | Ryan Murphy USA Estados Unidos                             | [ 8 ]   |
| Paris 2024 (detalhes)            | Thomas Ceccon ITA Itália             | Xu Jiayu CHN China                     | Ryan Murphy USA Estados Unidos                             | [ 9 ]   |

### 200 metros costas
| Evento                           | Ouro                                 | Prata                                 | Bronze                            | Ref     |
| -------------------------------- | ------------------------------------ | ------------------------------------- | --------------------------------- | ------- |
| Paris 1900 (detalhes)            | Ernst Hoppenberg GER Alemanha        | Karl Ruberl AUT Áustria               | Johannes Drost NED Países Baixos  | [ 115 ] |
| Tóquio 1964 (detalhes)           | Jed Graef USA Estados Unidos         | Gary Dilley USA Estados Unidos        | Robert Bennett USA Estados Unidos | [ 116 ] |
| Cidade do México 1968 (detalhes) | Roland Matthes GDR Alemanha Oriental | Mitch Ivey USA Estados Unidos         | Jack Horsley USA Estados Unidos   | [ 117 ] |
| Munique 1972 (detalhes)          | Roland Matthes GDR Alemanha Oriental | Mike Stamm USA Estados Unidos         | Mitch Ivey USA Estados Unidos     | [ 24 ]  |
| Montreal 1976 (detalhes)         | John Naber USA Estados Unidos        | Peter Rocca USA Estados Unidos        | Dan Harrigan USA Estados Unidos   | [ 118 ] |
| Moscou 1980 (detalhes)           | Sándor Wladár HUN Hungria            | Zoltán Verrasztó HUN Hungria          | Mark Kerry AUS Austrália          | [ 119 ] |
| Los Angeles 1984 (detalhes)      | Rick Carey USA Estados Unidos        | Frédéric Delcourt FRA França          | Cameron Henning CAN Canadá        | [ 120 ] |
| Seul 1988 (detalhes)             | Igor Polyansky URS União Soviética   | Frank Baltrusch GDR Alemanha Oriental | Paul Kingsman NZL Nova Zelândia   | [ 121 ] |
| Barcelona 1992 (detalhes)        | Martín López-Zubero ESP Espanha      | Vladimir Selkov EUN Equipa Unificada  | Stefano Battistelli ITA Itália    | [ 122 ] |
| Atlanta 1996 (detalhes)          | Brad Bridgewater USA Estados Unidos  | Tripp Schwenk USA Estados Unidos      | Emanuele Merisi ITA Itália        | [ 123 ] |
| Sydney 2000 (detalhes)           | Lenny Krayzelburg USA Estados Unidos | Aaron Peirsol USA Estados Unidos      | Matt Welsh AUS Austrália          | [ 124 ] |
| Atenas 2004 (detalhes)           | Aaron Peirsol USA Estados Unidos     | Markus Rogan AUT Áustria              | Răzvan Florea ROU Romênia         | [ 125 ] |
| Pequim 2008 (detalhes)           | Ryan Lochte USA Estados Unidos       | Aaron Peirsol USA Estados Unidos      | Arkady Vyatchanin RUS Rússia      | [ 126 ] |
| Londres 2012 (detalhes)          | Tyler Clary USA Estados Unidos       | Ryosuke Irie JPN Japão                | Ryan Lochte USA Estados Unidos    | [ 127 ] |
| Rio 2016 (detalhes)              | Ryan Murphy USA Estados Unidos       | Mitch Larkin AUS Austrália            | Evgeny Rylov RUS Rússia           |         |
| Tóquio 2020 (detalhes)           | Evgeny Rylov ROC                     | Ryan Murphy USA Estados Unidos        | Luke Greenbank GBR Grã-Bretanha   | [ 8 ]   |
| Paris 2024 (detalhes)            | Hubert Kós HUN Hungria               | Apostolos Christou GRE Grécia         | Roman Mityukov SUI Suíça          | [ 9 ]   |

### 100 metros peito
| Evento                           | Ouro                                    | Prata                                                  | Bronze                                | Ref     |
| -------------------------------- | --------------------------------------- | ------------------------------------------------------ | ------------------------------------- | ------- |
| Cidade do México 1968 (detalhes) | Don McKenzie USA Estados Unidos         | Vladimir Kosinsky URS União Soviética                  | Nikolai Pankin URS União Soviética    | [ 128 ] |
| Munique 1972 (detalhes)          | Nobutaka Taguchi JPN Japão              | Tom Bruce USA Estados Unidos                           | John Hencken USA Estados Unidos       | [ 24 ]  |
| Montreal 1976 (detalhes)         | John Hencken USA Estados Unidos         | David Wilkie GBR Grã-Bretanha                          | Arvydas Juozaitis URS União Soviética | [ 129 ] |
| Moscou 1980 (detalhes)           | Duncan Goodhew GBR Grã-Bretanha         | Arsens Miskarovs URS União Soviética                   | Peter Evans AUS Austrália             | [ 130 ] |
| Los Angeles 1984 (detalhes)      | Steve Lundquist USA Estados Unidos      | Victor Davis CAN Canadá                                | Peter Evans AUS Austrália             | [ 131 ] |
| Seul 1988 (detalhes)             | Adrian Moorhouse GBR Grã-Bretanha       | Károly Güttler HUN Hungria                             | Dmitry Volkov URS União Soviética     | [ 132 ] |
| Barcelona 1992 (detalhes)        | Nelson Diebel USA Estados Unidos        | Norbert Rózsa HUN Hungria                              | Phil Rogers AUS Austrália             | [ 133 ] |
| Atlanta 1996 (detalhes)          | Frédérik Deburghgraeve BEL Bélgica      | Jeremy Linn USA Estados Unidos                         | Mark Warnecke GER Alemanha            | [ 134 ] |
| Sydney 2000 (detalhes)           | Domenico Fioravanti ITA Itália          | Ed Moses USA Estados Unidos                            | Roman Sloudnov RUS Rússia             | [ 135 ] |
| Atenas 2004 (detalhes)           | Kosuke Kitajima JPN Japão               | Brendan Hansen USA Estados Unidos                      | Hugues Duboscq FRA França             | [ 136 ] |
| Pequim 2008 (detalhes)           | Kosuke Kitajima JPN Japão               | Alexander Dale Oen NOR Noruega                         | Hugues Duboscq FRA França             | [ 137 ] |
| Londres 2012 (detalhes)          | Cameron van der Burgh RSA África do Sul | Christian Sprenger AUS Austrália                       | Brendan Hansen USA Estados Unidos     | [ 138 ] |
| Rio 2016 (detalhes)              | Adam Peaty GBR Grã-Bretanha             | Cameron van der Burgh RSA África do Sul                | Cody Miller USA Estados Unidos        |         |
| Tóquio 2020 (detalhes)           | Adam Peaty GBR Grã-Bretanha             | Arno Kamminga NED Países Baixos                        | Nicolò Martinenghi ITA Itália         | [ 8 ]   |
| Paris 2024 (detalhes)            | Nicolò Martinenghi ITA Itália           | Adam Peaty GBR Grã-BretanhaNic Fink USA Estados Unidos | nenhum                                | [ 9 ]   |

### 100 metros borboleta
| Evento                           | Ouro                                | Prata                                                                                    | Bronze                               | Ref     |
| -------------------------------- | ----------------------------------- | ---------------------------------------------------------------------------------------- | ------------------------------------ | ------- |
| Cidade do México 1968 (detalhes) | Douglas Russell USA Estados Unidos  | Mark Spitz USA Estados Unidos                                                            | Ross Wales USA Estados Unidos        | [ 162 ] |
| Munique 1972 (detalhes)          | Mark Spitz USA Estados Unidos       | Bruce Robertson CAN Canadá                                                               | Jerry Heidenreich USA Estados Unidos | [ 24 ]  |
| Montreal 1976 (detalhes)         | Matt Vogel USA Estados Unidos       | Joe Bottom USA Estados Unidos                                                            | Gary Hall, Sr. USA Estados Unidos    | [ 163 ] |
| Moscou 1980 (detalhes)           | Pär Arvidsson SWE Suécia            | Roger Pyttel GDR Alemanha Oriental                                                       | David López-Zubero ESP Espanha       | [ 164 ] |
| Los Angeles 1984 (detalhes)      | Michael Groß FRG Alemanha Ocidental | Pablo Morales USA Estados Unidos                                                         | Glenn Buchanan AUS Austrália         | [ 165 ] |
| Seul 1988 (detalhes)             | Anthony Nesty SUR Suriname          | Matt Biondi USA Estados Unidos                                                           | Andy Jameson GBR Grã-Bretanha        | [ 166 ] |
| Barcelona 1992 (detalhes)        | Pablo Morales USA Estados Unidos    | Rafał Szukała POL Polônia                                                                | Anthony Nesty SUR Suriname           | [ 167 ] |
| Atlanta 1996 (detalhes)          | Denis Pankratov RUS Rússia          | Scott Miller AUS Austrália                                                               | Vladislav Kulikov RUS Rússia         | [ 168 ] |
| Sydney 2000 (detalhes)           | Lars Frölander SWE Suécia           | Michael Klim AUS Austrália                                                               | Geoff Huegill AUS Austrália          | [ 169 ] |
| Atenas 2004 (detalhes)           | Michael Phelps USA Estados Unidos   | Ian Crocker USA Estados Unidos                                                           | Andriy Serdinov UKR Ucrânia          | [ 170 ] |
| Pequim 2008 (detalhes)           | Michael Phelps USA Estados Unidos   | Milorad Čavić SRB Sérvia                                                                 | Andrew Lauterstein AUS Austrália     | [ 171 ] |
| Londres 2012 (detalhes)          | Michael Phelps USA Estados Unidos   | Chad le Clos RSA África do Sul Yevgeny Korotyshkin RUS Rússia                            | nenhum                               | [ 172 ] |
| Rio 2016 (detalhes)              | Joseph Schooling SIN Singapura      | Michael Phelps USA Estados Unidos Chad le Clos RSA África do Sul László Cseh HUN Hungria | nenhum                               |         |
| Tóquio 2020 (detalhes)           | Caeleb Dressel USA Estados Unidos   | Kristóf Milák HUN Hungria                                                                | Noè Ponti SUI Suíça                  | [ 8 ]   |
| Paris 2024 (detalhes)            | Kristóf Milák HUN Hungria           | Joshua Liendo CAN Canadá                                                                 | Ilya Kharun CAN Canadá               | [ 9 ]   |

### 200 metros borboleta
| Evento                           | Ouro                                | Prata                               | Bronze                               | Ref     |
| -------------------------------- | ----------------------------------- | ----------------------------------- | ------------------------------------ | ------- |
| Melbourne 1956 (detalhes)        | William Yorzyk USA Estados Unidos   | Takashi Ishimoto JPN Japão          | György Tumpek HUN Hungria            | [ 173 ] |
| Roma 1960 (detalhes)             | Michael Troy USA Estados Unidos     | Neville Hayes AUS Austrália         | Dave Gillanders USA Estados Unidos   | [ 174 ] |
| Tóquio 1964 (detalhes)           | Kevin Berry AUS Austrália           | Carl Robie USA Estados Unidos       | Fred Schmidt USA Estados Unidos      | [ 175 ] |
| Cidade do México 1968 (detalhes) | Carl Robie USA Estados Unidos       | Martyn Woodroffe GBR Grã-Bretanha   | John Ferris USA Estados Unidos       | [ 176 ] |
| Munique 1972 (detalhes)          | Mark Spitz USA Estados Unidos       | Gary Hall, Sr. USA Estados Unidos   | Robin Backhaus USA Estados Unidos    | [ 177 ] |
| Montreal 1976 (detalhes)         | Mike Bruner USA Estados Unidos      | Steve Gregg USA Estados Unidos      | William Forrester USA Estados Unidos | [ 178 ] |
| Moscou 1980 (detalhes)           | Sergey Fesenko URS União Soviética  | Philip Hubble GBR Grã-Bretanha      | Roger Pyttel GDR Alemanha Oriental   | [ 179 ] |
| Los Angeles 1984 (detalhes)      | Jon Sieben AUS Austrália            | Michael Groß FRG Alemanha Ocidental | Rafael Vidal VEN Venezuela           | [ 180 ] |
| Seul 1988 (detalhes)             | Michael Groß FRG Alemanha Ocidental | Benny Nielsen DEN Dinamarca         | Anthony Mosse NZL Nova Zelândia      | [ 181 ] |
| Barcelona 1992 (detalhes)        | Melvin Stewart USA Estados Unidos   | Danyon Loader NZL Nova Zelândia     | Franck Esposito FRA França           | [ 182 ] |
| Atlanta 1996 (detalhes)          | Denis Pankratov RUS Rússia          | Tom Malchow USA Estados Unidos      | Scott Goodman AUS Austrália          | [ 183 ] |
| Sydney 2000 (detalhes)           | Tom Malchow USA Estados Unidos      | Denys Sylantyev UKR Ucrânia         | Justin Norris AUS Austrália          | [ 184 ] |
| Atenas 2004 (detalhes)           | Michael Phelps USA Estados Unidos   | Takashi Yamamoto JPN Japão          | Steve Parry GBR Grã-Bretanha         | [ 185 ] |
| Pequim 2008 (detalhes)           | Michael Phelps USA Estados Unidos   | László Cseh HUN Hungria             | Takeshi Matsuda JPN Japão            | [ 186 ] |
| Londres 2012 (detalhes)          | Chad Le Clos RSA África do Sul      | Michael Phelps USA Estados Unidos   | Takeshi Matsuda JPN Japão            | [ 187 ] |
| Rio 2016 (detalhes)              | Michael Phelps USA Estados Unidos   | Masato Sakai JPN Japão              | Tamás Kenderesi HUN Hungria          |         |
| Tóquio 2020 (detalhes)           | Kristóf Milák HUN Hungria           | Tomoru Honda JPN Japão              | Federico Burdisso ITA Itália         | [ 8 ]   |
| Paris 2024 (detalhes)            | Léon Marchand FRA França            | Kristóf Milák HUN Hungria           | Ilya Kharun CAN Canadá               | [ 9 ]   |

### 200 metros medley
| Evento                           | Ouro                               | Prata                              | Bronze                               | Ref     |
| -------------------------------- | ---------------------------------- | ---------------------------------- | ------------------------------------ | ------- |
| Cidade do México 1968 (detalhes) | Charles Hickcox USA Estados Unidos | Greg Buckingham USA Estados Unidos | John Ferris USA Estados Unidos       | [ 188 ] |
| Munique 1972 (detalhes)          | Gunnar Larsson SWE Suécia          | Tim McKee USA Estados Unidos       | Steve Furniss USA Estados Unidos     | [ 24 ]  |
| Los Angeles 1984 (detalhes)      | Alex Baumann CAN Canadá            | Pablo Morales USA Estados Unidos   | Neil Cochran GBR Grã-Bretanha        | [ 189 ] |
| Seul 1988 (detalhes)             | Tamás Darnyi HUN Hungria           | Patrick Kühl GDR Alemanha Oriental | Vadim Yaroshchuk URS União Soviética | [ 190 ] |
| Barcelona 1992 (detalhes)        | Tamás Darnyi HUN Hungria           | Greg Burgess USA Estados Unidos    | Attila Czene HUN Hungria             | [ 191 ] |
| Atlanta 1996 (detalhes)          | Attila Czene HUN Hungria           | Jani Sievinen FIN Finlândia        | Curtis Myden CAN Canadá              | [ 192 ] |
| Sydney 2000 (detalhes)           | Massimiliano Rosolino ITA Itália   | Tom Dolan USA Estados Unidos       | Tom Wilkens USA Estados Unidos       | [ 193 ] |
| Atenas 2004 (detalhes)           | Michael Phelps USA Estados Unidos  | Ryan Lochte USA Estados Unidos     | George Bovell TRI Trinidad e Tobago  | [ 194 ] |
| Pequim 2008 (detalhes)           | Michael Phelps USA Estados Unidos  | László Cseh HUN Hungria            | Ryan Lochte USA Estados Unidos       | [ 195 ] |
| Londres 2012 (detalhes)          | Michael Phelps USA Estados Unidos  | Ryan Lochte USA Estados Unidos     | László Cseh HUN Hungria              | [ 196 ] |
| Rio 2016 (detalhes)              | Michael Phelps USA Estados Unidos  | Kosuke Hagino JPN Japão            | Wang Shun CHN China                  |         |
| Tóquio 2020 (detalhes)           | Wang Shun CHN China                | Duncan Scott GBR Grã-Bretanha      | Jérémy Desplanches SUI Suíça         | [ 8 ]   |
| Paris 2024 (detalhes)            | Léon Marchand FRA França           | Duncan Scott GBR Grã-Bretanha      | Wang Shun CHN China                  | [ 9 ]   |

### 400 metros medley
| Evento                           | Ouro                                    | Prata                              | Bronze                                  | Ref     |
| -------------------------------- | --------------------------------------- | ---------------------------------- | --------------------------------------- | ------- |
| Tóquio 1964 (detalhes)           | Richard Roth USA Estados Unidos         | Roy Saari USA Estados Unidos       | Gerhard Hetz EUA Equipe Alemã Unida     | [ 197 ] |
| Cidade do México 1968 (detalhes) | Charles Hickcox USA Estados Unidos      | Gary Hall, Sr. USA Estados Unidos  | Michael Holthaus FRG Alemanha Ocidental | [ 198 ] |
| Munique 1972 (detalhes)          | Gunnar Larsson SWE Suécia               | Tim McKee USA Estados Unidos       | András Hargitay HUN Hungria             | [ 24 ]  |
| Montreal 1976 (detalhes)         | Rod Strachan USA Estados Unidos         | Tim McKee USA Estados Unidos       | Andrey Smirnov URS União Soviética      | [ 199 ] |
| Moscou 1980 (detalhes)           | Aleksandr Sidorenko URS União Soviética | Sergey Fesenko URS União Soviética | Zoltán Verrasztó HUN Hungria            | [ 200 ] |
| Los Angeles 1984 (detalhes)      | Alex Baumann CAN Canadá                 | Ricardo Prado BRA Brasil           | Rob Woodhouse AUS Austrália             | [ 201 ] |
| Seul 1988 (detalhes)             | Tamás Darnyi HUN Hungria                | David Wharton USA Estados Unidos   | Stefano Battistelli ITA Itália          | [ 202 ] |
| Barcelona 1992 (detalhes)        | Tamás Darnyi HUN Hungria                | Eric Namesnik USA Estados Unidos   | Luca Sacchi ITA Itália                  | [ 203 ] |
| Atlanta 1996 (detalhes)          | Tom Dolan USA Estados Unidos            | Eric Namesnik USA Estados Unidos   | Curtis Myden CAN Canadá                 | [ 204 ] |
| Sydney 2000 (detalhes)           | Tom Dolan USA Estados Unidos            | Erik Vendt USA Estados Unidos      | Curtis Myden CAN Canadá                 | [ 205 ] |
| Atenas 2004 (detalhes)           | Michael Phelps USA Estados Unidos       | Erik Vendt USA Estados Unidos      | László Cseh HUN Hungria                 | [ 206 ] |
| Pequim 2008 (detalhes)           | Michael Phelps USA Estados Unidos       | László Cseh HUN Hungria            | Ryan Lochte USA Estados Unidos          | [ 207 ] |
| Londres 2012 (detalhes)          | Ryan Lochte USA Estados Unidos          | Thiago Pereira BRA Brasil          | Kosuke Hagino JPN Japão                 | [ 208 ] |
| Rio 2016 (detalhes)              | Kosuke Hagino JPN Japão                 | Chase Kalisz USA Estados Unidos    | Daiya Seto JPN Japão                    |         |
| Tóquio 2020 (detalhes)           | Chase Kalisz USA Estados Unidos         | Jay Litherland USA Estados Unidos  | Brendon Smith AUS Austrália             | [ 8 ]   |
| Paris 2024 (detalhes)            | Léon Marchand FRA França                | Tomoyuki Matsushita JPN Japão      | Carson Foster USA Estados Unidos        | [ 9 ]   |

### Revezamento 4x100 metros livre
| Evento                           | Ouro | Prata | Bronze | Ref     |
| -------------------------------- | --- | --- | --- | ------- |
| Tóquio 1964 (detalhes)           | Stephen Clark Mike Austin Gary Ilman Don Schollander USA Estados Unidos                                                            | Horst Löffler Frank Wiegand Uwe Jacobsen Hans-Joachim Klein EUA Equipe Alemã Unida                                          | David Dickson Peter Doak John Ryan Bob Windle AUS Austrália                                                   | [ 209 ] |
| Cidade do México 1968 (detalhes) | Zachary Zorn Stephen Rerych Mark Spitz Kenneth Walsh USA Estados Unidos                                                            | Semyon Belits-Geiman Viktor Mazanov Georgi Kulikov Leonid Ilyichov URS União Soviética                                      | Greg Rogers Bob Windle Robert Cusack Michael Wenden AUS Austrália                                             | [ 210 ] |
| Munique 1972 (detalhes)          | David Edgar John Murphy Jerry Heidenreich Mark Spitz USA Estados Unidos                                                            | Vladimir Bure Viktor Mazanov Viktor Aboimov Igor Grivennikov URS União Soviética                                            | Roland Matthes Wilfried Hartung Peter Bruch Lutz Unger GDR Alemanha Oriental                                  | [ 24 ]  |
| Los Angeles 1984 (detalhes)      | Chris Cavanaugh Michael Heath Matt Biondi Rowdy Gaines USA Estados Unidos                                                          | Greg Fasala Neil Brooks Michael Delany Mark Stockwell AUS Austrália                                                         | Thomas Lejdström Bengt Baron Mikael Örn Per Johansson SWE Suécia                                              | [ 211 ] |
| Seul 1988 (detalhes)             | Chris Jacobs Troy Dalbey Tom Jager Matt Biondi USA Estados Unidos                                                                  | Gennadiy Prigoda Yuri Bashkatov Nikolay Yevseyev Vladimir Tkacenko URS União Soviética                                      | Dirk Richter Thomas Flemming Lars Hinneburg Steffen Zesner GDR Alemanha Oriental                              | [ 212 ] |
| Barcelona 1992 (detalhes)        | Joe Hudepohl Matt Biondi Tom Jager Jon Olsen Shaun Jordan Joel Thomas USA Estados Unidos                                           | Pavlo Khnykin Gennadiy Prigoda Yuri Bashkatov Alexander Popov Vladimir Pyshnenko Veniamin Tayanovich EUN Equipa Unificada   | Christian Tröger Dirk Richter Steffen Zesner Mark Pinger Andreas Szigat Bengt Zikarsky GER Alemanha           | [ 213 ] |
| Atlanta 1996 (detalhes)          | Jon Olsen Josh Davis Bradley Schumacher Gary Hall Jr. David Fox Scott Tucker USA Estados Unidos                                    | Vladimir Pyshnenko Alexander Popov Roman Yegorov Vladimir Predkin Denis Pimankov RUS Rússia                                 | Mark Pinger Björn Zikarsky Christian Tröger Bengt Zikarsky Alexander Lüderitz GER Alemanha                    | [ 214 ] |
| Sydney 2000 (detalhes)           | Michael Klim Chris Fydler Ashley Callus Ian Thorpe Todd Pearson Adam Pine AUS Austrália                                            | Anthony Ervin Neil Walker Jason Lezak Gary Hall Jr. Scott Tucker Josh Davis USA Estados Unidos                              | Fernando Scherer Gustavo Borges Carlos Jayme Edvaldo Valério BRA Brasil                                       | [ 215 ] |
| Atenas 2004 (detalhes)           | Roland Mark Schoeman Lyndon Ferns Darian Townsend Ryk Neethling RSA África do Sul                                                  | Johan Kenkhuis Mitja Zastrow Klaas-Erik Zwering Pieter van den Hoogenband Mark Veens NED Países Baixos                      | Ian Crocker Michael Phelps Neil Walker Jason Lezak Gabe Woodward Nate Dusing Gary Hall Jr. USA Estados Unidos | [ 216 ] |
| Pequim 2008 (detalhes)           | Michael Phelps Garrett Weber-Gale Cullen Jones Jason Lezak Nathan Adrian Benjamin Wildman-Tobriner Matt Grevers USA Estados Unidos | Amaury Leveaux Fabien Gilot Frédérick Bousquet Alain Bernard Grégory Mallet Boris Steimetz FRA França                       | Eamon Sullivan Andrew Lauterstein Ashley Callus Matt Targett Leith Brodie Patrick Murphy AUS Austrália        | [ 217 ] |
| Londres 2012 (detalhes)          | Amaury Leveaux Fabien Gilot Clément Lefert Yannick Agnel Alain Bernard Jérémy Stravius FRA França                                  | Nathan Adrian Michael Phelps Cullen Jones Ryan Lochte Jimmy Feigen Matt Grevers Ricky Berens Jason Lezak USA Estados Unidos | Andrey Grechin Nikita Lobintsev Vladimir Morozov Danila Izotov Yevgeny Lagunov Sergey Fesikov RUS Rússia      | [ 218 ] |
| Rio 2016 (detalhes)              | Caeleb Dressel Michael Phelps Ryan Held Nathan Adrian Jimmy Feigen Blake Pieroni Anthony Ervin USA Estados Unidos                  | Mehdy Metella Fabien Gilot Florent Manaudou Jérémy Stravius Clément Mignon William Meynard FRA França                       | James Roberts Kyle Chalmers James Magnussen Cameron McEvoy Matthew Abood AUS Austrália                        |         |
| Tóquio 2020 (detalhes)           | Caeleb Dressel Blake Pieroni Bowe Becker Zach Apple Brooks Curry USA Estados Unidos                                                | Alessandro Miressi Thomas Ceccon Lorenzo Zazzeri Manuel Frigo Santo Condorelli ITA Itália                                   | Matthew Temple Zac Incerti Alexander Graham Kyle Chalmers Cameron McEvoy AUS Austrália                        | [ 8 ]   |
| Paris 2024 (detalhes)            | Jack Alexy Chris Giuliano Hunter Armstrong Caeleb Dressel Ryan Held Matt King USA Estados Unidos                                   | Jack Cartwright Flynn Southam Kai Taylor Kyle Chalmers William Yang AUS Austrália                                           | Alessandro Miressi Thomas Ceccon Paolo Conte Bonin Manuel Frigo Leonardo Deplano Lorenzo Zazzeri ITA Itália   | [ 9 ]   |

### Revezamento 4x200 metros livre
| Evento                           | Ouro | Prata | Bronze | Ref     |
| -------------------------------- | --- | --- | --- | ------- |
| Londres 1908 (detalhes)          | John Derbyshire Paul Radmilovic William Foster Henry Taylor GBR Grã-Bretanha                                               | József Munk Imre Zachár Béla Las Torres Zoltán Halmay HUN Hungria                                                 | Harry Hebner Leo Goodwin Charles Daniels Leslie Rich USA Estados Unidos                                                   | [ 219 ] |
| Estocolmo 1912 (detalhes)        | Cecil Healy Malcolm Champion Leslie Boardman Harold Hardwick ANZ Australásia                                               | Kenneth Huszagh Harry Hebner Perry McGillivray Duke Kahanamoku USA Estados Unidos                                 | William Foster Thomas Battersby Jack Hatfield Henry Taylor GBR Grã-Bretanha                                               | [ 220 ] |
| Antuérpia 1920 (detalhes)        | Perry McGillivray Pua Kealoha Norman Ross Duke Kahanamoku USA Estados Unidos                                               | Henry Hay William Herald Ivan Stedman Frank Beaurepaire AUS Austrália                                             | Leslie Savage Edward Peter Henry Taylor Harold Annison GBR Grã-Bretanha                                                   | [ 221 ] |
| Paris 1924 (detalhes)            | Wallace O'Connor Harrison Glancy Ralph Breyer Johnny Weissmuller USA Estados Unidos                                        | Maurice Christie Ernest Henry Frank Beaurepaire Andrew Charlton AUS Austrália                                     | Georg Werner Orvar Trolle Åke Borg Arne Borg SWE Suécia                                                                   | [ 222 ] |
| Amsterdã 1928 (detalhes)         | Austin Clapp Walter Laufer George Kojac Johnny Weissmuller USA Estados Unidos                                              | Nobuo Arai Tokuhei Sada Katsuo Takaishi Hiroshi Yoneyama JPN Japão                                                | Garnet Ault Munroe Bourne James Thompson Walter Spence CAN Canadá                                                         | [ 223 ] |
| Los Angeles 1932 (detalhes)      | Yasuji Miyazaki Masanori Yusa Takashi Yokoyama Hisakichi Toyoda JPN Japão                                                  | Frank Booth George Fissler Maiola Kalili Manuella Kalili USA Estados Unidos                                       | András Wanié László Szabados András Székely István Bárány HUN Hungria                                                     | [ 224 ] |
| Berlim 1936 (detalhes)           | Masanori Yusa Shigeo Sugiura Masaharu Taguchi Shigeo Arai JPN Japão                                                        | Ralph Flanagan John Macionis Paul Wolf Jack Medica USA Estados Unidos                                             | Árpád Lengyel Oszkár Abay-Nemes Ödön Gróf Ferenc Csik HUN Hungria                                                         | [ 225 ] |
| Londres 1948 (detalhes)          | Walter Ris James McLane Wallace Wolf William Smith USA Estados Unidos                                                      | Elemér Szathmáry György Mitró Imre Nyéki Géza Kádas HUN Hungria                                                   | Joseph Bernardo Henri Padou René Cornu Alexandre Jany FRA França                                                          | [ 226 ] |
| Helsinque 1952 (detalhes)        | Wayne Moore Bill Woolsey Ford Konno James McLane USA Estados Unidos                                                        | Hiroshi Suzuki Yoshihiro Hamaguchi Toru Goto Teijiro Tanikawa JPN Japão                                           | Joseph Bernardo Aldo Eminente Alexandre Jany Jean Boiteux FRA França                                                      | [ 227 ] |
| Melbourne 1956 (detalhes)        | Kevin O'Halloran John Devitt Murray Rose Jon Henricks AUS Austrália                                                        | Dick Hanley George Breen Bill Woolsey Ford Konno USA Estados Unidos                                               | Vitaly Sorokin Vladimir Struzhanov Gennady Nikolayev Boris Nikitin URS União Soviética                                    | [ 228 ] |
| Roma 1960 (detalhes)             | George Harrison Richard Blick Michael Troy Jeffrey Farrell USA Estados Unidos                                              | Makoto Fukui Hiroshi Ishii Tsuyoshi Yamanaka Tatsuo Fujimoto JPN Japão                                            | David Dickson John Devitt Murray Rose John Konrads AUS Austrália                                                          | [ 229 ] |
| Tóquio 1964 (detalhes)           | Stephen Clark Roy Saari Gary Ilman Don Schollander USA Estados Unidos                                                      | Horst-Günter Gregor Gerhard Hetz Frank Wiegand Hans-Joachim Klein EUA Equipe Alemã Unida                          | Makoto Fukui Kunihiro Iwasaki Toshio Shoji Yujiaki Okabe JPN Japão                                                        | [ 230 ] |
| Cidade do México 1968 (detalhes) | John Nelson Stephen Rerych Mark Spitz Don Schollander USA Estados Unidos                                                   | Greg Rogers Graham White Bob Windle Michael Wenden AUS Austrália                                                  | Vladimir Bure Semyon Belits-Geiman Georgi Kulikov Leonid Ilyichov URS União Soviética                                     | [ 231 ] |
| Munique 1972 (detalhes)          | John Kinsella Frederick Tyler Steve Genter Mark Spitz USA Estados Unidos                                                   | Klaus Steinbach Werner Lampe Hans Vosseler Hans Fassnacht FRG Alemanha Ocidental                                  | Igor Grivennikov Viktor Mazanov Georgi Kulikov Vladimir Bure URS União Soviética                                          | [ 24 ]  |
| Montreal 1976 (detalhes)         | Mike Bruner Bruce Furniss John Naber Jim Montgomery USA Estados Unidos                                                     | Vladimir Raskatov Andrey Bogdanov Sergey Kopliakov Andrey Krylov URS União Soviética                              | Alan McClatchey David Dunne Gordon Downie Brian Brinkley GBR Grã-Bretanha                                                 | [ 232 ] |
| Moscou 1980 (detalhes)           | Sergey Kopliakov Vladimir Salnikov Ivar Stukolkin Andrey Krylov URS União Soviética                                        | Frank Pfütze Jörg Woithe Detlev Grabs Rainer Strohbach GDR Alemanha Oriental                                      | Jorge Fernandes Marcus Mattioli Cyro Delgado Djan Madruga BRA Brasil                                                      | [ 233 ] |
| Los Angeles 1984 (detalhes)      | Michael Heath David Larson Jeffrey Float Bruce Hayes USA Estados Unidos                                                    | Thomas Fahrner Dirk Korthals Alexander Schowtka Michael Groß FRG Alemanha Ocidental                               | Neil Cochran Paul Easter Paul Howe Andrew Astbury GBR Grã-Bretanha                                                        | [ 234 ] |
| Seul 1988 (detalhes)             | Troy Dalbey Matt Cetlinski Doug Gjertsen Matt Biondi USA Estados Unidos                                                    | Uwe Dassler Sven Lodziewski Thomas Flemming Steffen Zesner GDR Alemanha Oriental                                  | Erik Hochstein Thomas Fahrner Rainer Henkel Michael Groß FRG Alemanha Ocidental                                           | [ 235 ] |
| Barcelona 1992 (detalhes)        | Dmitry Lepikov Vladimir Pyshnenko Veniamin Tayanovich Yevgeny Sadovyi Aleksey Kudryavtsev Yury Mukhin EUN Equipa Unificada | Christer Wallin Anders Holmertz Tommy Werner Lars Frölander SWE Suécia                                            | Joe Hudepohl Melvin Stewart Jon Olsen Doug Gjertsen Scott Jaffe Daniel Jorgensen USA Estados Unidos                       | [ 236 ] |
| Atlanta 1996 (detalhes)          | Josh Davis Joe Hudepohl Bradley Schumacher Ryan Berube Jon Olsen USA Estados Unidos                                        | Anders Lyrbring Anders Holmertz Christer Wallin Lars Frölander SWE Suécia                                         | Christian Tröger Aimo Heilmann Christian Keller Steffen Zesner Konstantin Dubrovin Oliver Lampe GER Alemanha              | [ 237 ] |
| Sydney 2000 (detalhes)           | Ian Thorpe Michael Klim Todd Pearson Bill Kirby Grant Hackett Daniel Kowalski AUS Austrália                                | Scott Goldblatt Josh Davis Jamie Rauch Klete Keller Nate Dusing Chad Carvin USA Estados Unidos                    | Martijn Zuijdweg Johan Kenkhuis Marcel Wouda Pieter van den Hoogenband Mark van der Zijden NED Países Baixos              | [ 238 ] |
| Atenas 2004 (detalhes)           | Michael Phelps Ryan Lochte Peter Vanderkaay Klete Keller Dan Ketchum Scott Goldblatt USA Estados Unidos                    | Grant Hackett Michael Klim Nicholas Sprenger Ian Thorpe Todd Pearson Antony Matkovich Craig Stevens AUS Austrália | Emiliano Brembilla Massimiliano Rosolino Simone Cercato Filippo Magnini Matteo Pelliciari Federico Cappellazzo ITA Itália | [ 239 ] |
| Pequim 2008 (detalhes)           | Michael Phelps Ryan Lochte Ricky Berens Peter Vanderkaay David Walters Eric Vendt Klete Keller USA Estados Unidos          | Danila Izotov Yevgeny Lagunov Nikita Lobintsev Alexander Sukhorukov Mikhail Polischuk RUS Rússia                  | Patrick Murphy Grant Hackett Grant Brits Nick Ffrost Kirk Palmer Leith Brodie AUS Austrália                               | [ 240 ] |
| Londres 2012 (detalhes)          | Ryan Lochte Conor Dwyer Ricky Berens Michael Phelps Charlie Houchin Matt McLean Davis Tarwater USA Estados Unidos          | Amaury Leveaux Grégory Mallet Clément Lefert Yannick Agnel Jérémy Stravius FRA França                             | Hao Yun Li Yunqi Jiang Haiqi Sun Yang Lü Zhiwu Dai Jun CHN China                                                          | [ 241 ] |
| Rio 2016 (detalhes)              | Conor Dwyer Townley Haas Ryan Lochte Michael Phelps Clark Smith Jack Conger Gunnar Bentz USA Estados Unidos                | Stephen Milne Duncan Scott Daniel Wallace James Guy Robbie Renwick GBR Grã-Bretanha                               | Kosuke Hagino Naito Ehara Yuki Kobori Takeshi Matsuda JPN Japão                                                           |         |
| Tóquio 2020 (detalhes)           | Thomas Dean James Guy Matthew Richards Duncan Scott Calum Jarvis GBR Grã-Bretanha                                          | Martin Malyutin Ivan Girev Evgeny Rylov Mikhail Dovgalyuk Aleksandr Krasnykh Mikhail Vekovishchev ROC             | Alexander Graham Kyle Chalmers Zac Incerti Thomas Neill Mack Horton Elijah Winnington AUS Austrália                       | [ 8 ]   |
| Paris 2024 (detalhes)            | James Guy Tom Dean Matthew Richards Duncan Scott Kieran Bird Jack McMillan GBR Grã-Bretanha                                | Luke Hobson Carson Foster Drew Kibler Kieran Smith Brooks Curry Chris Giuliano Blake Pieroni USA Estados Unidos   | Maximillian Giuliani Flynn Southam Elijah Winnington Thomas Neill Zac Incerti Kai Taylor AUS Austrália                    | [ 9 ]   |

### Revezamento 4x100 metros medley
| Evento                           | Ouro | Prata | Bronze | Ref     |
| -------------------------------- | --- | --- | --- | ------- |
| Roma 1960 (detalhes)             | Frank McKinney Paul Hait Lance Larson Jeffrey Farrell USA Estados Unidos                                                             | David Theile Terry Gathercole Neville Hayes Geoff Shipton AUS Austrália                                                                  | Kazuo Tomita Koichi Hirakida Yoshihiko Osaki Keigo Shimizu JPN Japão                                              | [ 242 ] |
| Tóquio 1964 (detalhes)           | Harold Mann William Craig Fred Schmidt Stephen Clark USA Estados Unidos                                                              | Ernst Küppers Egon Henninger Horst-Günter Gregor Hans-Joachim Klein EUA Equipe Alemã Unida                                               | Peter Reynolds Ian O'Brien Kevin Berry David Dickson AUS Austrália                                                | [ 243 ] |
| Cidade do México 1968 (detalhes) | Charles Hickcox Don McKenzie Douglas Russell Kenneth Walsh USA Estados Unidos                                                        | Roland Matthes Egon Henninger Horst-Günter Gregor Frank Wiegand GDR Alemanha Oriental                                                    | Yuri Gromak Vladimir Nemshilov Vladimir Kosinsky Leonid Ilyichov URS União Soviética                              | [ 244 ] |
| Munique 1972 (detalhes)          | Michael Stamm Tom Bruce Mark Spitz Jerry Heidenreich USA Estados Unidos                                                              | Roland Matthes Klaus Katzur Hartmut Flöckner Lutz Unger GDR Alemanha Oriental                                                            | Erik Fish William Mahony Bruce Robertson Robert Kasting CAN Canadá                                                | [ 24 ]  |
| Montreal 1976 (detalhes)         | John Naber John Hencken Matt Vogel Jim Montgomery USA Estados Unidos                                                                 | Stephen Pickell Graham Smith Clay Evans Gary MacDonald CAN Canadá                                                                        | Klaus Steinbach Walter Kusch Michael Kraus Peter Nocke FRG Alemanha Ocidental                                     | [ 245 ] |
| Moscou 1980 (detalhes)           | Mark Kerry Peter Evans Mark Tonelli Neil Brooks AUS Austrália                                                                        | Viktor Kuznetsov Arsens Miskarovs Yevgeny Seredin Sergey Kopliakov URS União Soviética                                                   | Gary Abraham Duncan Goodhew David Lowe Martin Smith GBR Grã-Bretanha                                              | [ 246 ] |
| Los Angeles 1984 (detalhes)      | Rick Carey Steve Lundquist Pablo Morales Rowdy Gaines USA Estados Unidos                                                             | Mike West Victor Davis Tom Ponting Sandy Goss CAN Canadá                                                                                 | Mark Kerry Peter Evans Glenn Buchanan Mark Stockwell AUS Austrália                                                | [ 247 ] |
| Seul 1988 (detalhes)             | David Berkoff Richard Schroeder Matt Biondi Chris Jacobs USA Estados Unidos                                                          | Mark Tewksbury Victor Davis Tom Ponting Sandy Goss CAN Canadá                                                                            | Igor Polyansky Dmitry Volkov Vadim Yaroshchuk Gennadiy Prigoda URS União Soviética                                | [ 248 ] |
| Barcelona 1992 (detalhes)        | Jeff Rouse Nelson Diebel Pablo Morales Jon Olsen David Berkoff Hans Dersch Melvin Stewart Matt Biondi USA Estados Unidos             | Vladimir Selkov Vasily Ivanov Pavlo Khnykin Alexander Popov Vladimir Pyshnenko Vladislav Kulikov Dmitry Volkov EUN Equipa Unificada      | Mark Tewksbury Jonathan Cleveland Marcel Gery Stephen Clarke Tom Ponting CAN Canadá                               | [ 249 ] |
| Atlanta 1996 (detalhes)          | Jeff Rouse Jeremy Linn Mark Henderson Gary Hall Jr. Josh Davis Kurt Grote John Hargis Tripp Schwenk USA Estados Unidos               | Vladimir Selkov Stanislav Lopukhov Denis Pankratov Alexander Popov Roman Ivanovsky Vladislav Kulikov Roman Yegorov RUS Rússia            | Phil Rogers Michael Klim Scott Miller Steven Dewick Toby Haenen AUS Austrália                                     | [ 250 ] |
| Sydney 2000 (detalhes)           | Lenny Krayzelburg Ed Moses Ian Crocker Gary Hall Jr. Neil Walker Tommy Hannan Jason Lezak USA Estados Unidos                         | Matt Welsh Regan Harrison Geoff Huegill Michael Klim Josh Watson Ryan Mitchell Adam Pine Ian Thorpe AUS Austrália                        | Stev Theloke Jens Kruppa Thomas Rupprath Torsten Spanneberg GER Alemanha                                          | [ 251 ] |
| Atenas 2004 (detalhes)           | Aaron Peirsol Brendan Hansen Ian Crocker Jason Lezak Lenny Krayzelburg Mark Gangloff Michael Phelps Neil Walker USA Estados Unidos   | Steffen Driesen Jens Kruppa Thomas Rupprath Lars Conrad Helge Meeuw GER Alemanha                                                         | Tomomi Morita Kosuke Kitajima Takashi Yamamoto Yoshihiro Okumura JPN Japão                                        | [ 252 ] |
| Pequim 2008 (detalhes)           | Aaron Peirsol Brendan Hansen Michael Phelps Jason Lezak Matt Grevers Mark Gangloff Ian Crocker Garrett Weber-Gale USA Estados Unidos | Hayden Stoeckel Brenton Rickard Andrew Lauterstein Eamon Sullivan Ashley Delaney Christian Sprenger Adam Pine Matt Targett AUS Austrália | Junichi Miyashita Kosuke Kitajima Takuro Fujii Hisayoshi Sato JPN Japão                                           | [ 253 ] |
| Londres 2012 (detalhes)          | Matt Grevers Brendan Hansen Michael Phelps Nathan Adrian Nick Thoman Eric Shanteau Tyler McGill Cullen Jones USA Estados Unidos      | Ryosuke Irie Kosuke Kitajima Takeshi Matsuda Takuro Fujii JPN Japão                                                                      | Hayden Stoeckel Christian Sprenger Matt Targett James Magnussen Brenton Rickard Tommaso D'Orsogna AUS Austrália   | [ 254 ] |
| Rio 2016 (detalhes)              | Ryan Murphy Cody Miller Michael Phelps Nathan Adrian David Plummer Kevin Cordes Tom Shields Caeleb Dressel USA Estados Unidos        | Chris Walker-Hebborn Adam Peaty James Guy Duncan Scott GBR Grã-Bretanha                                                                  | Mitch Larkin Jake Packard David Morgan Kyle Chalmers Cameron McEvoy AUS Austrália                                 |         |
| Tóquio 2020 (detalhes)           | Ryan Murphy Michael Andrew Caeleb Dressel Zach Apple Hunter Armstrong Blake Pieroni Tom Shields Andrew Wilson USA Estados Unidos     | Luke Greenbank Adam Peaty James Guy Duncan Scott James Wilby GBR Grã-Bretanha                                                            | Thomas Ceccon Nicolò Martinenghi Federico Burdisso Alessandro Miressi ITA Itália                                  | [ 8 ]   |
| Paris 2024 (detalhes)            | Xu Jiayu Qin Haiyang Sun Jiajun Pan Zhanle Wang Changhao CHN China                                                                   | Ryan Murphy Nic Fink Caeleb Dressel Hunter Armstrong Charlie Swanson Thomas Heilman Jack Alexy USA Estados Unidos                        | Yohann Ndoye-Brouard Léon Marchand Maxime Grousset Florent Manaudou Clément Secchi Rafael Fente-Damers FRA França | [ 9 ]   |

### Revezamento 4x100 metros medley misto
O revezamento misto é composto por dois homens (M) e duas mulheres (F), além de eventuais reservas nas eliminatórias.

### Maratona 10 km
| Evento                  | Ouro                                      | Prata                          | Bronze                          | Ref     |
| ----------------------- | ----------------------------------------- | ------------------------------ | ------------------------------- | ------- |
| Pequim 2008 (detalhes)  | Maarten van der Weijden NED Países Baixos | David Davies GBR Grã-Bretanha  | Thomas Lurz GER Alemanha        | [ 255 ] |
| Londres 2012 (detalhes) | Oussama Mellouli TUN Tunísia              | Thomas Lurz GER Alemanha       | Richard Weinberger CAN Canadá   | [ 256 ] |
| Rio 2016 (detalhes)     | Ferry Weertman NED Países Baixos          | Spyridon Gianniotis GRE Grécia | Marc-Antoine Olivier FRA França |         |
| Tóquio 2020 (detalhes)  | Florian Wellbrock GER Alemanha            | Kristóf Rasovszky HUN Hungria  | Gregorio Paltrinieri ITA Itália | [ 257 ] |
| Paris 2024 (detalhes)   | Kristóf Rasovszky HUN Hungria             | Oliver Klemet GER Alemanha     | Dávid Betlehem HUN Hungria      | [ 258 ] |

## Eventos passados

### 50 jardas livre
| Evento                    | Ouro                      | Prata                          | Bronze                             | Ref     |
| ------------------------- | ------------------------- | ------------------------------ | ---------------------------------- | ------- |
| St. Louis 1904 (detalhes) | Zoltán Halmay HUN Hungria | Scott Leary USA Estados Unidos | Charles Daniels USA Estados Unidos | [ 259 ] |

### 100 metros livre para marinheiros
| Evento                 | Ouro                         | Prata                        | Bronze                      | Ref     |
| ---------------------- | ---------------------------- | ---------------------------- | --------------------------- | ------- |
| Atenas 1896 (detalhes) | Ioannis Malokinis GRE Grécia | Spyridon Chazapis GRE Grécia | Dimitrios Drivas GRE Grécia | [ 260 ] |

### 100 jardas livre
| Evento                    | Ouro                      | Prata                              | Bronze                         | Ref     |
| ------------------------- | ------------------------- | ---------------------------------- | ------------------------------ | ------- |
| St. Louis 1904 (detalhes) | Zoltán Halmay HUN Hungria | Charles Daniels USA Estados Unidos | Scott Leary USA Estados Unidos | [ 261 ] |

### 220 jardas livre
| Evento                    | Ouro                               | Prata                             | Bronze                   | Ref     |
| ------------------------- | ---------------------------------- | --------------------------------- | ------------------------ | ------- |
| St. Louis 1904 (detalhes) | Charles Daniels USA Estados Unidos | Francis Gailey USA Estados Unidos | Emil Rausch GER Alemanha | [ 262 ] |

### 440 jardas livre
| Evento                    | Ouro                               | Prata                             | Bronze                 | Ref     |
| ------------------------- | ---------------------------------- | --------------------------------- | ---------------------- | ------- |
| St. Louis 1904 (detalhes) | Charles Daniels USA Estados Unidos | Francis Gailey USA Estados Unidos | Otto Wahle AUT Áustria | [ 263 ] |

### 500 metros livre
| Evento                 | Ouro                     | Prata                       | Bronze                          | Ref     |
| ---------------------- | ------------------------ | --------------------------- | ------------------------------- | ------- |
| Atenas 1896 (detalhes) | Paul Neumann AUT Áustria | Antonios Pepanos GRE Grécia | Efstathios Choraphas GRE Grécia | [ 264 ] |

### 880 jardas livre
| Evento                    | Ouro                     | Prata                             | Bronze                | Ref     |
| ------------------------- | ------------------------ | --------------------------------- | --------------------- | ------- |
| St. Louis 1904 (detalhes) | Emil Rausch GER Alemanha | Francis Gailey USA Estados Unidos | Géza Kiss HUN Hungria | [ 265 ] |

### 1000 metros livre
| Evento                | Ouro                                | Prata                  | Bronze                    | Ref     |
| --------------------- | ----------------------------------- | ---------------------- | ------------------------- | ------- |
| Paris 1900 (detalhes) | John Arthur Jarvis GBR Grã-Bretanha | Otto Wahle AUT Áustria | Zoltán Halmay HUN Hungria | [ 266 ] |

### 1200 metros livre
| Evento                 | Ouro                     | Prata                      | Bronze                          | Ref     |
| ---------------------- | ------------------------ | -------------------------- | ------------------------------- | ------- |
| Atenas 1896 (detalhes) | Alfréd Hajós HUN Hungria | Joannis Andreou GRE Grécia | Efstathios Choraphas GRE Grécia | [ 267 ] |

### 1 milha livre
| Evento                    | Ouro                     | Prata                 | Bronze                            | Ref     |
| ------------------------- | ------------------------ | --------------------- | --------------------------------- | ------- |
| St. Louis 1904 (detalhes) | Emil Rausch GER Alemanha | Géza Kiss HUN Hungria | Francis Gailey USA Estados Unidos | [ 268 ] |

### 4000 metros livre
| Evento                | Ouro                                | Prata                     | Bronze                  | Ref     |
| --------------------- | ----------------------------------- | ------------------------- | ----------------------- | ------- |
| Paris 1900 (detalhes) | John Arthur Jarvis GBR Grã-Bretanha | Zoltán Halmay HUN Hungria | Louis Martin FRA França | [ 269 ] |

### 100 jardas costas
| Evento                    | Ouro                      | Prata                       | Bronze                       | Ref     |
| ------------------------- | ------------------------- | --------------------------- | ---------------------------- | ------- |
| St. Louis 1904 (detalhes) | Walter Brack GER Alemanha | Georg Hoffmann GER Alemanha | Georg Zacharias GER Alemanha | [ 270 ] |

### 400 metros peito
| Evento                    | Ouro                      | Prata                   | Bronze                          | Ref     |
| ------------------------- | ------------------------- | ----------------------- | ------------------------------- | ------- |
| Estocolmo 1912 (detalhes) | Walter Bathe GER Alemanha | Thor Henning SWE Suécia | Percy Courtman GBR Grã-Bretanha | [ 271 ] |
| Antuérpia 1920 (detalhes) | Håkan Malmrot SWE Suécia  | Thor Henning SWE Suécia | Arvo Aaltonen FIN Finlândia     | [ 272 ] |

### 440 jardas peito
| Evento                    | Ouro                         | Prata                     | Bronze                                 | Ref     |
| ------------------------- | ---------------------------- | ------------------------- | -------------------------------------- | ------- |
| St. Louis 1904 (detalhes) | Georg Zacharias GER Alemanha | Walter Brack GER Alemanha | Henry Jamison Handy USA Estados Unidos | [ 273 ] |

### 200 metros por equipe
| Evento                | Ouro | Prata                                                                                    | Bronze                                                                                                | Ref     |
| --------------------- | --- | ---------------------------------------------------------------------------------------- | --- | ------- |
| Paris 1900 (detalhes) | Deutscher Schwimm Verband Berlin Ernst Hoppenberg Max Hainle Julius Frey Max Schöne Herbert von Petersdorff GER Alemanha | Tritons Lillois Maurice Hochepied Victor Hochepied Bertrand Verbecke M. Cadet FRA França | Pupilles de Neptune de Lille Tartara LLouis Martin Désiré Mérchez Jean Leuilleux P. Houben FRA França | [ 274 ] |

### 4x50 jardas livre
| Evento                    | Ouro                                                                                                 | Prata                                                                                                  | Bronze                                                                                                  | Ref     |
| ------------------------- | --- | --- | --- | ------- |
| St. Louis 1904 (detalhes) | The New York Athletic Club Joseph Ruddy Leo Goodwin Louis Handley Charles Daniels USA Estados Unidos | Chicago Athletic Association David Hammond William Tuttle Hugo Goetz Raymond Thorne USA Estados Unidos | Missouri Athletic Club Amedee Reyburn Gwynne Evans Marquard Schwarz William Orthwein USA Estados Unidos | [ 275 ] |

### 200 metros com obstáculos
| Evento                | Ouro                         | Prata                  | Bronze                      | Ref     |
| --------------------- | ---------------------------- | ---------------------- | --------------------------- | ------- |
| Paris 1900 (detalhes) | Frederick Lane AUS Austrália | Otto Wahle AUT Áustria | Peter Kemp GBR Grã-Bretanha | [ 276 ] |

### Nado subaquático
| Evento                | Ouro                             | Prata                | Bronze                        | Ref     |
| --------------------- | -------------------------------- | -------------------- | ----------------------------- | ------- |
| Paris 1900 (detalhes) | Charles de Vendeville FRA França | André Six FRA França | Peder Lykkeberg DEN Dinamarca | [ 277 ] |